# Tim Unterluggauer
Tim Unterluggauer (* 31. Januar 1993 in Düsseldorf) ist ein ehemaliger deutscher Basketballspieler. Der 2,10 Meter lange Innenspieler war deutscher Jugendnationalspieler und lief für die Spielgemeinschaft Ehingen/Urspring in der 2. Bundesliga ProA auf.

## Laufbahn
Unterluggauer spielte in der Nachwuchsabteilung von Bayer Leverkusen. 2009 nahm er mit der deutschen U16-Nationalmannschaft an der Europameisterschaft im litauischen Kaunas teil,  im Frühjahr 2010 spielte er für Deutschland beim Albert-Schweitzer-Turnier und vertrat sein Land ebenfalls bei der U17-Weltmeisterschaft im Sommer 2010 in Hamburg.
Zur Saison 2010/11 wechselte er ans Sportgymnasium Jena und spielte fortan für den TuS Jena (Jugend und Herren in der 2. Regionalliga) sowie dank einer „Doppellizenz“ auch für die Oettinger Rockets Gotha in der 2. Bundesliga ProB. Im Sommer 2011 gehörte er zum deutschen Aufgebot für die U18-EM in Polen.
2012 verließ Unterluggauer Thüringen und ging zur Spielgemeinschaft Ehingen/Urspring, für die er in der 2. Bundesliga ProA spielte. Aufgrund von Bandscheibenproblemen kam er dort ab Frühjahr 2013 nicht mehr zum Einsatz. Verletzungsbedingt setzte er in der Saison 2013/14 aus und kehrte im Sommer 2014 nach Thüringen zurück, um für den Zweitligisten Science City Jena zu spielen. Dazu kam es letztlich aber nicht: Aus gesundheitlichen Gründen musste sich Unterluggauer noch in der Vorbereitung auf die Saison 2014/15 vom Leistungssport zurückziehen. Er widmete sich fortan einem Studium zum Wirtschaftsingenieur.